# Virtual Desktop Infrastructure
Virtual Desktop Infrastructure bezeichnet eine Rechenzentrum-Infrastruktur in Unternehmen, bei der komplette Desktop-PCs virtualisiert werden.

## Hintergrund
Die Desktop-Virtualisierung im Unternehmen ist die konsequente Weiterentwicklung der Server- und Speichervirtualisierung. Dabei wird statt einer einzelnen Komponente oder Anwendung der komplette PC-Desktop im Rechenzentrum virtualisiert.
Der PC hat die Unternehmen revolutioniert, sodass ein Arbeiten ohne ihn unvorstellbar ist. Die Produktivität, die sich aus dem Einsatz von traditionellen PCs ergibt, erfordert erhebliche Investitionen. Viele dieser Kosten sind über die Jahre gut dokumentiert, während viele der versteckten Kosten erst in den letzten Jahren ans Licht traten. Teure Hardware-Ersatz-Zyklen sind nichts Neues, genauso wenig wie umfassende Helpdesks und zahlreiche IT-Mitarbeiter, um den IT-Betrieb aufrechtzuerhalten.
Aufwendiger sind dagegen Kosten zu beziffern, die Sicherheits- und Compliance-Anforderungen von Desktops und Laptops betreffen. Gleiches gilt für sensible Daten, die lokal auf den Rechnern der Mitarbeiter gespeichert sind. Die Anschaffung, Inbetriebnahme und Absicherung von Standard-PCs erfordern hohe zeitliche und finanzielle Aufwände, die durch die Bereitstellung von virtuellen Desktops zentralisiert und verringert werden sollen.

## Virtual-Desktop-Lösungen
Basierend auf Virtualisierungslösungen von AppliDIs Fusion 4, VMware, Citrix, Xen, Sun Microsystems, Univention, Wyse Technology, Nutanix Frame oder Microsoft werden Enterprise Desktops auf multiple, serverbasierte virtuelle Maschinen verteilt. Die Virtualisierungs-Software kann so mit den vom Server-based Computing bekannten Thin Clients zu einer leistungsfähigen Computer-Infrastruktur verbunden werden. Diese Lösung, die von den Herstellern mit unterschiedlichen Namen bezeichnet wird – Enterprise Desktop Virtualisation (EDV) von Wyse, Virtual Desktop Infrastruktur (VDI) von VMware –, ermöglicht jedem Client die Zuweisung eines eigenen virtuellen Rechners auf einem Server.
Auch wenn das Konzept der Desktop-Virtualisierung im Vergleich zur Servervirtualisierung relativ neu ist, ist die Nachfrage hoch. Vor allem große Unternehmen mit komplexen Anforderungen, beispielsweise in Finanzabteilungen oder der Buchhaltung, haben einen erhöhten Bedarf an kosteneffizienten Technologien, um ihren Mitarbeitern die benötigte Desktop-Umgebung bereitzustellen. Um der steigenden Nachfrage nach virtuellen und dynamischeren IT-Infrastrukturen begegnen zu können, entwickeln immer mehr Unternehmen entsprechende Lösungen. Mit den Lösungen können Unternehmen nicht nur die Virtualisierung von einzelnen Applikationen vornehmen, sondern auch den gesamten Benutzer-Desktop einbeziehen – einschließlich aller Anwendungen und persönlichen Einstellungen.
Wie beim Server-based Computing können die Anwender bei einer Virtual-Desktop-Lösung die gleichen standardmäßigen PCs verwenden. Ein wesentlicher Vorteil von VDI ist jedoch, dass das Betriebssystem unabhängig für jeden Arbeitsplatzrechner in seiner eigenen dedizierten virtuellen Maschine läuft. Auf diese Weise können sich die Anwendungen von zwei Benutzern niemals gegenseitig beeinflussen. Außerdem führt eine im Data Center konsolidierte virtualisierte Desktop-Infrastruktur dazu, dass Unternehmen sichere, isolierte Desktops bereitstellen können, die ohne Unterbrechung zur Verfügung stehen. Und jeder Thin Client ist zentral organisiert und von überall im Netzwerk erreichbar.
Die Verteilung der Remote-Zugriffe der Anwender auf die richtigen virtuellen Maschinen kann mithilfe eines so genannten Connection Brokers koordiniert werden.

## Generelle Funktionsweisen
Um besser zu verstehen, welche Vorteile Virtual-Desktop-Infrastrukturen für Unternehmen bringen und wie sie die Bereitstellung von Endanwender-Desktops unterstützen, ohne an die Hardware-Grenzen des lokalen PCs zu stoßen, sollte man einen Blick auf die grundlegenden Netzwerkinstallationen werfen. Eine Schlüsselrolle spielt der Server, auf dem die virtuellen Maschinen der einzelnen Desktops gehostet sind. Auf der x86-basierten Hardware ist in der Regel die virtuelle Infrastruktur-Software installiert.
Die Dimensionierung der Server hängt davon ab, wie viele Clients angeschlossen werden sollen, wie hoch der zu erwartende Netzwerkverkehr (auch I/O-Traffic genannt) ist und wie viel Last oder „Workload“ auftreten wird. Im Jahr 2017 konnte man sagen, dass für einen flüssigen Betrieb mindestens zwei Midrange-Server mit je 128 GB RAM (besser 256 GB) und ein SAN SSD-Storage für etwa 15 bis 20 Desktops benötigt wurden. Damit wird den Aspekten der Performance, der Hochverfügbarkeit und der besseren Skalierbarkeit bei stark wachsendem Datenvolumen entsprechend Rechnung getragen. Die Leistung der Fat Clients (PCs) verschiebt sich, einfach gesagt, vom Büro in den Serverraum.
Zentrale Idee:
Mit virtuellen Infrastrukturlösungen wird der Ansatz verfolgt, dass Unternehmen ihre IT vereinfachen und die Investitionen in IT-Systemen optimieren. Es soll dadurch möglich sein, schneller und flexibel auf geschäftliche Anforderungen zu reagieren. Durch eine flexiblere IT-Infrastruktur sollen die Produktivität der Mitarbeiter sowie ihre Servicelevels erhöht werden.